# Iosefo Verevou
Iosefo Verevou (* 5. Januar 1996 in Naselai) ist ein fidschianischer Fußballspieler.

## Karriere

### Verein
Verevou begann seine Karriere 2012 bei Rewa FC, einem der renommiertesten fidschianischen Fußballvereine.

### Nationalmannschaft
Für die U-17 Fidschis kam Verevou zu acht Einsätzen. Vier davon bestritt er in der Gruppenphase der U-17-Fußball-Ozeanienmeisterschaft 2011. Fidschi schied zwar in der Vorrunde aus, kam aber zu einem 9:0-Sieg gegen Amerikanisch-Samoa. Bei diesem Spiel erzielte Verevou ein Tor und lieferte eine Torvorlage.
Bei der U-17-Fußball-Ozeanienmeisterschaft 2013 war er erneut im Kader und diesmal auch Kapitän seiner Mannschaft. Bei diesem Turnier konnte Fidschi sieben Punkte erspielen. Der höchste Sieg gelang gegen die Cookinseln, Fidschi gewann das Spiel mit 5:0. Bei dieser Begegnung erzielte Verevou zwei Tore selbst und bereitete zwei Tore vor. Im gesamten Turnier erzielte Verevou fünf Tore und bereitete drei weitere vor, damit war er – zumindest statistisch gesehen – der beste und effektivste Spieler Fidschis. Verevou ist seitdem mit acht Einsätzen und sechs Toren Rekordnationalspieler und Rekordtorschütze der U-17 Fidschis.
Nach seinen guten Leistungen wurde er zu der U-20-WM 2015 in den Kader berufen. Es war Fidschis erste Teilnahme überhaupt an einer Weltmeisterschaft. Im ersten Spiel traf die Mannschaft auf das hochfavorisierte Deutschland, welches Deutschland erwartungsgemäß mit 8:1 gewann. Das einzige Tor Fidschis erzielte Verevou in der 48. Minute per Kopf nach einer Flanke von Setareki Hughes. Verevous Tor war damit auch das erste Tor Fidschis bei einer Fußball-Weltmeisterschaft. Im zweiten Spiel gegen Honduras erzielte er wiederum ein Tor und leitete damit den ersten Sieg der U-20 Nationalmannschaft bei einer Weltmeisterschaft ein.
Von 2015 bis 2017 spielte er auch in der A-Nationalmannschaft und kam dort auf insgesamt zehn Einsätze, wo ihm jedoch kein einziges Tor gelang. Auch bei den Olympischen Spielen 2016 war er Teil des Turnier-Kaders. Dort bereitete er das einzige Tor der Mannschaft während des Turniers gegen die Auswahl von Mexiko per Flanke für Roy Krishna vor.